# Tomaspis rhodopepla
Tomaspis rhodopepla är en insektsart som beskrevs av Gustav Breddin 1904. Tomaspis rhodopepla ingår i släktet Tomaspis och familjen spottstritar. Inga underarter finns listade i Catalogue of Life.